# Instituto René Rachou
O Instituto René Rachou (Fiocruz Minas) é uma unidade da Fundação Oswaldo Cruz (Fiocruz) localizada em Belo Horizonte, Minas Gerais. Em 1955, o antigo "Instituto de Malariologia", localizado em Duque de Caxias, Rio de Janeiro, foi transferido para a capital mineira e passou a se chamar "Centro de Pesquisas de Belo Horizonte" (CPBH). Ao mesmo tempo, foi criado o "Instituto Nacional de Endemias Rurais" (INERu), ao qual estava subordinado o CPBH. A fundação do INERu, dirigido por René Rachou, possibilitou a institucionalização de pesquisas sobre outras condições, além da malária, como doença de Chagas, leishmaniose, filariose, esquistossomose e febre amarela. Em 1966, o CPBH passou a se chamar "Centro de Pesquisas René Rachou", em homenagem ao seu primeiro diretor, falecido em 1963. Em 1970, o INERu foi incorporado à estrutura da Fiocruz, dando origem ao atual "Instituto René Rachou", também conhecido como "Fiocruz Minas". Atualmente, na unidade, são desenvolvidas pesquisas relacionadas às doenças que foram os principais temas de investigação, desde a sua origem, mas, também, estudos sobre envelhecimento, educação em saúde, bioinformática, dentre outros.